# Jardín Botánico de Haute-Bretagne
El Jardín Botánico de Haute-Bretagne (en francés : Jardin Botanique de Haute-Bretagne o también Parc Floral de Haute-Bretagne) es un jardín botánico de propiedad privada de 25 hectáreas de extensión. 
Está categorizado por el "Ministère de la Culture et de la Communication" con la etiqueta de Jardin Remarquable. Se encuentra en Le Châtellier, Francia.

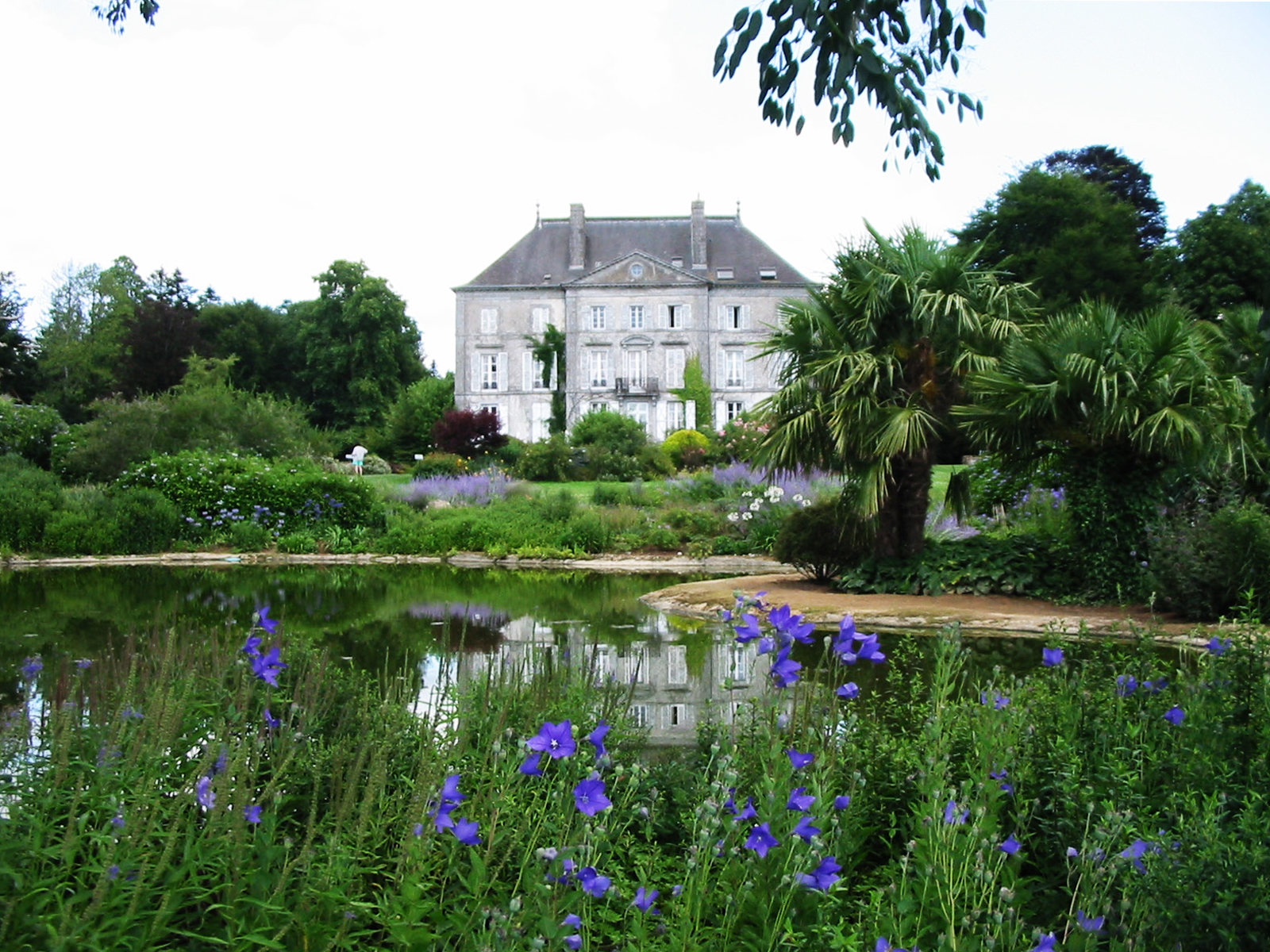
El « Château de la Foltière » MH.

## Localización
El "jardin botanique de Haute-Bretagne" se sitúa en la comuna de Châtellier, a diez kilómetros al norte de la ciudad medieval de Fougères entre Rennes y el Mont Saint-Michel, en la proximidad de la "A84" la "autoroute des Estuaires" (Autovía de los Estuarios). 
El parque forma parte del "Domaine de la Foltière" en medio del cual se erige el "château de la Foltière", edificado en 1847.
Parc Floral de Haute-Bretagne, Le Châtellier, Département de Ille-et-Vilaine, Bretagne, France-Francia.
Está abierto a diario. Se cobra una tarifa de entrada.

## Historia
El "jardin botanique de Haute-Bretagne" fue creado en 1847 alrededor del "château de la Foltière". El edificio es una antigua Mansión que fue el cuartel general del Conde Joseph de Puisaye, que intentó sublevar los departamentos del Oeste durante el Revolución francesa. En 1820, el "domaine de la Foltière" es adquirido por la familia "Frontin des Buffards" que lo arregla construyendo el actual castillo y un parque romántico a la inglesa.
Después de haber sido abandonada una gran parte de siglo XX, el "domaine de la Foltière" y su parque se beneficiaron de una restauración a partir de 1995 bajo el impulso de su nuevo propietario, Monsieur Jouno, que adquirió la propiedad en 1994.
La restauración permitió la creación de dieciséis jardines temáticos vinculados a una inspiración poética, la historia de los jardines o los recuerdos de viaje. Desde entonces, se diseñaron ocho jardines temáticos, lo que eleva su número a un total de veinticuatro jardines.
Los jardines temáticos son de estilos franceses, ingleses, botánicos o contemporáneos. Se diseñó cada jardín manifestando su propio ambiente y para adaptarse a la topografía del "domaine de la Foltière". El medio ambiente del parque es muy ondulado y enselvado y sus contornos están delimitados por una barrera de árboles.
Los veinticuatro jardines del jardín botánico se agrupan en torno a tres temas dominantes: "l’Arcadie", los "jardins romantiques" y los "jardins du crépuscule".

### Los jardines temáticos

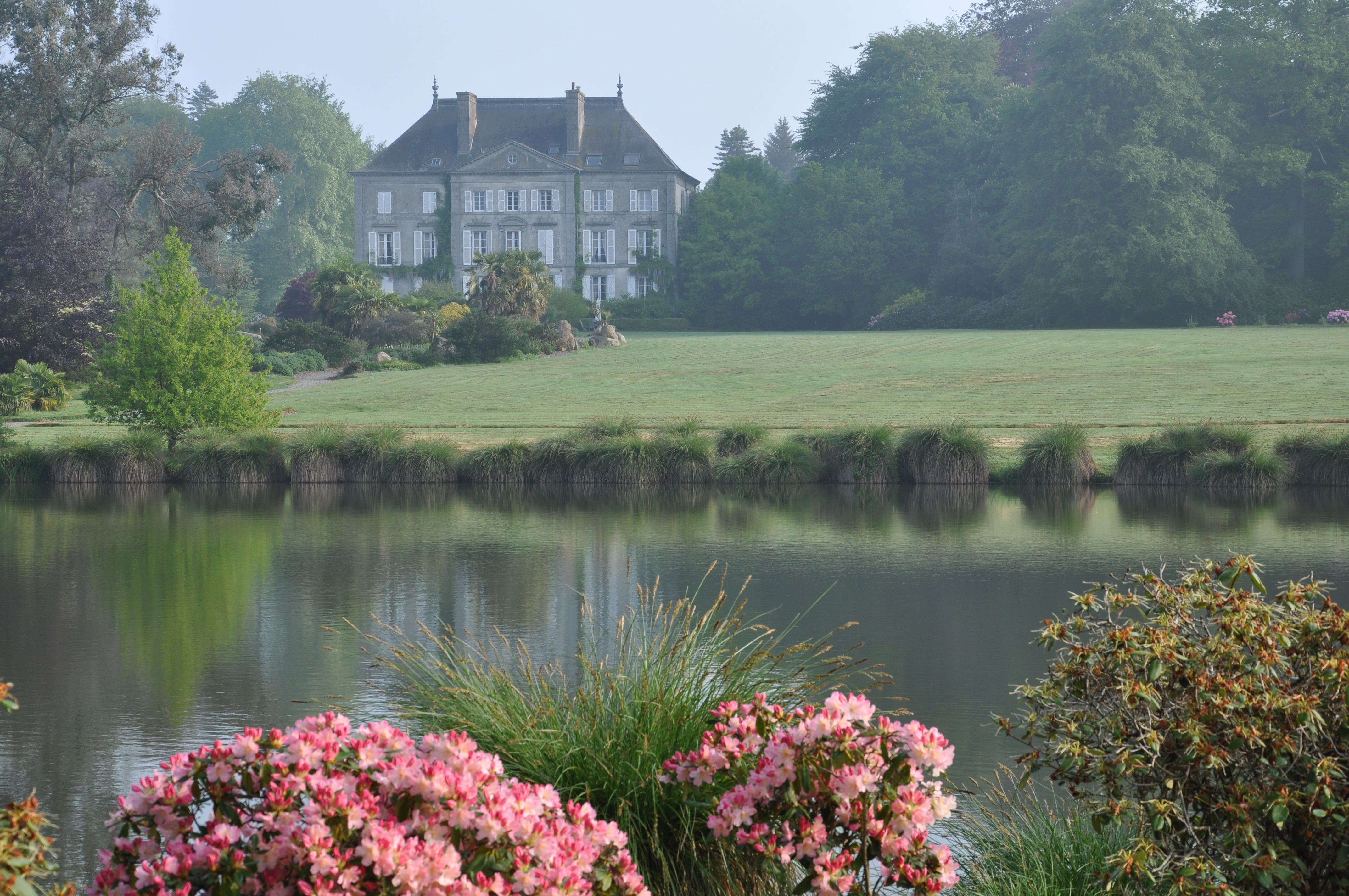
Charca y al fondo "Chateau de la Foltière".

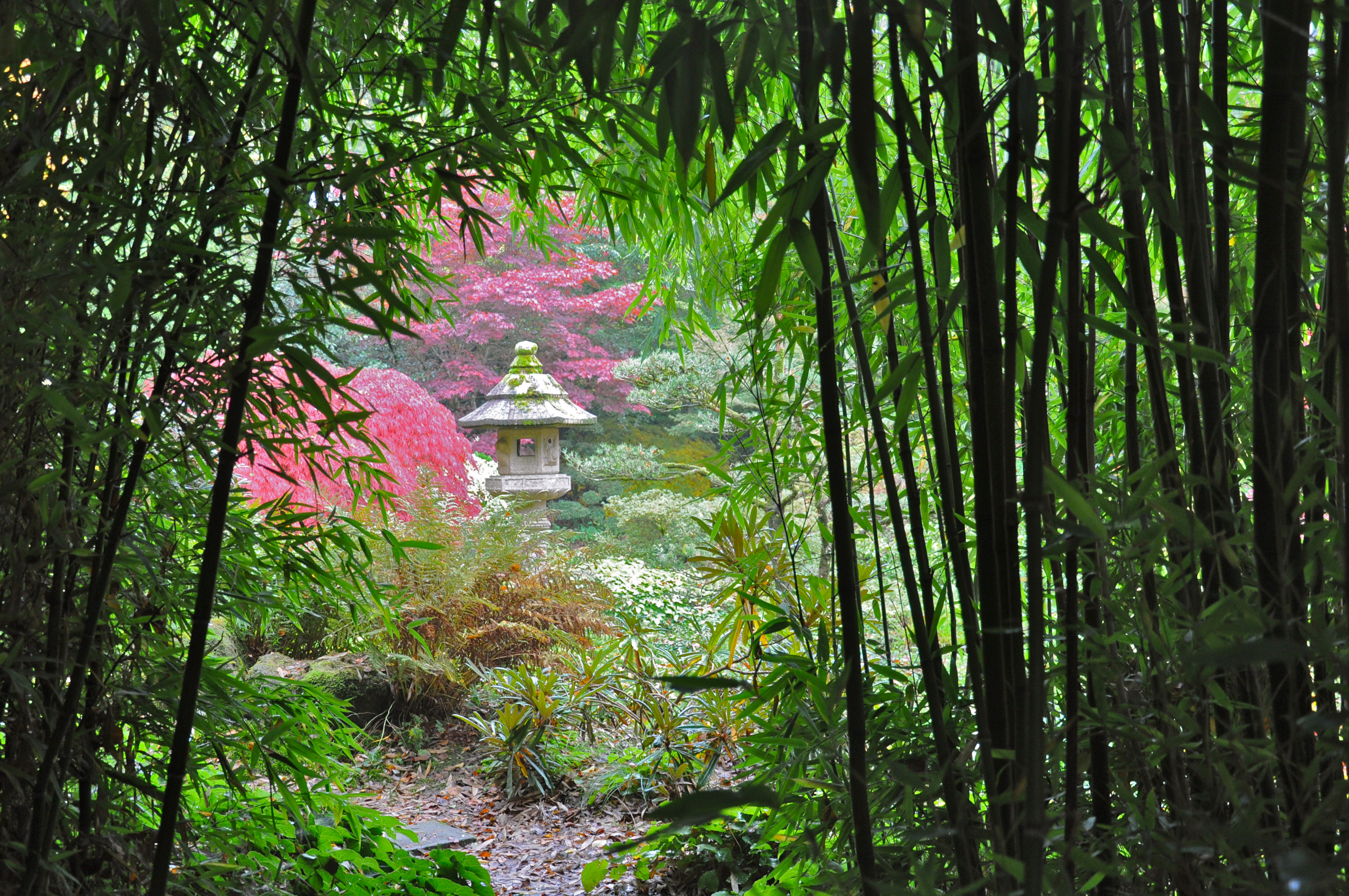
Bambús y linterna de piedra del jardín japonés "jardin du soleil levant".

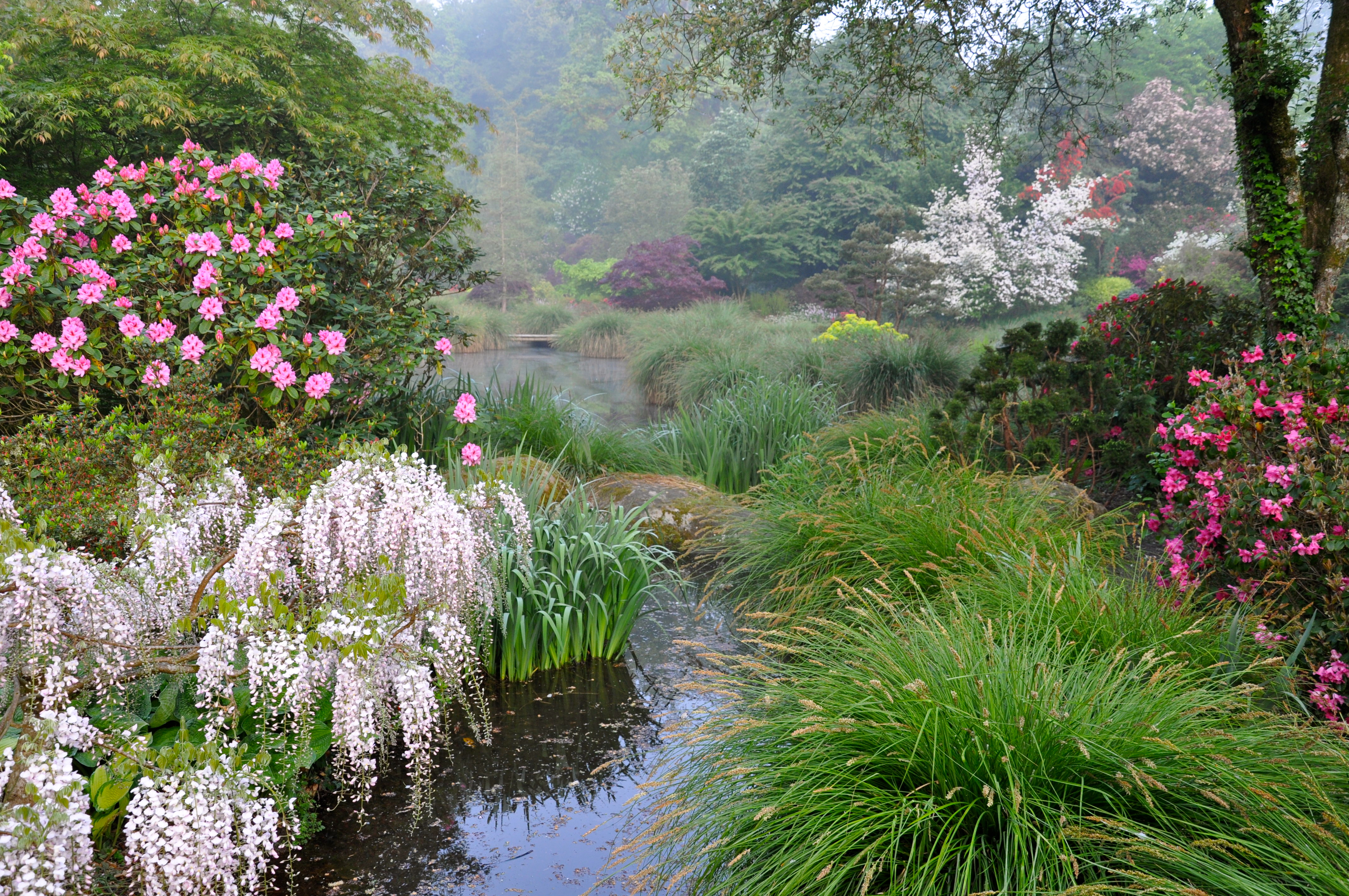
"Le vallon des Poètes".

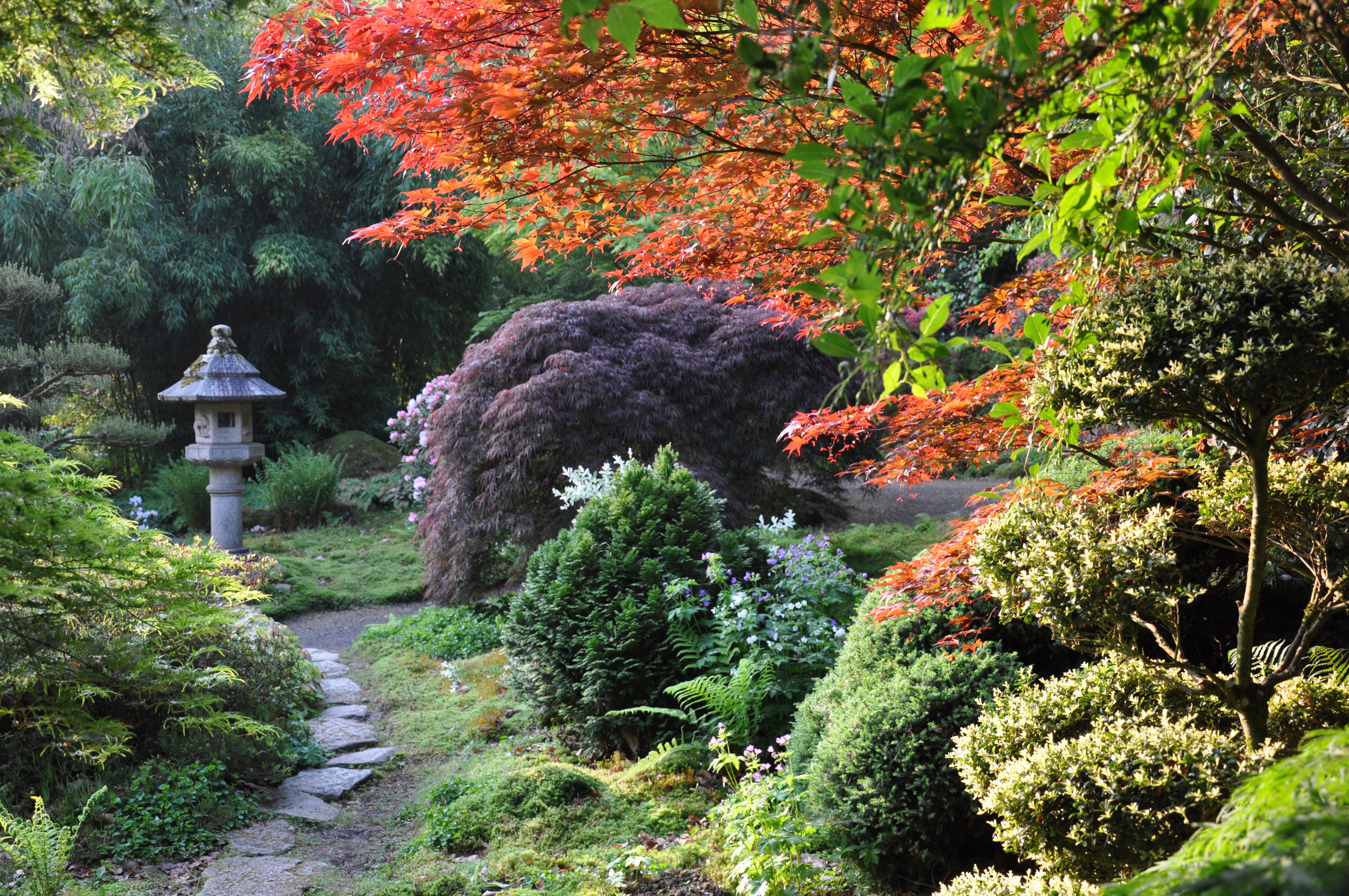
Linterna de piedra del "jardin du soleil levant"

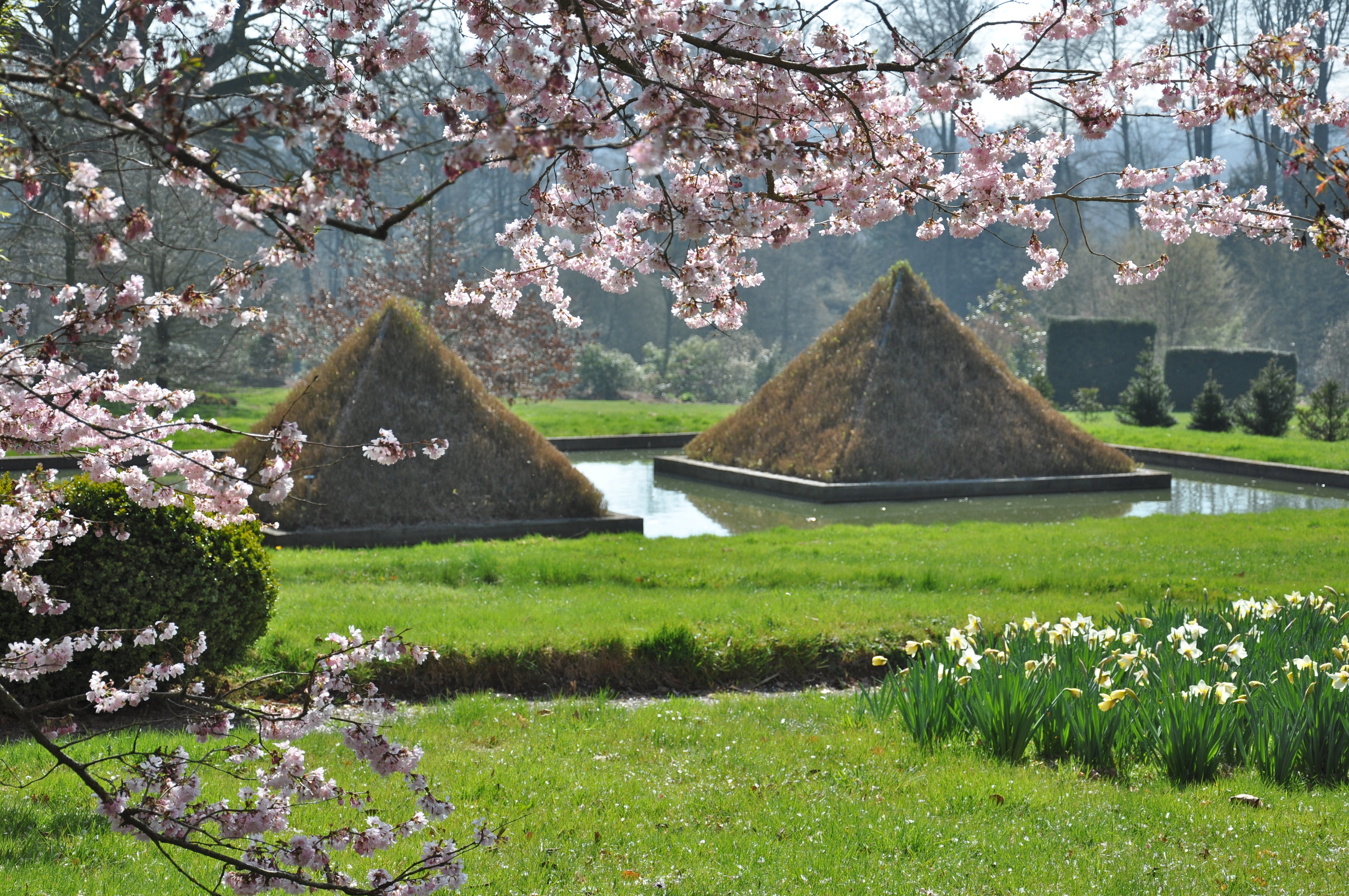
Pirámides en el bosquete de bambús.

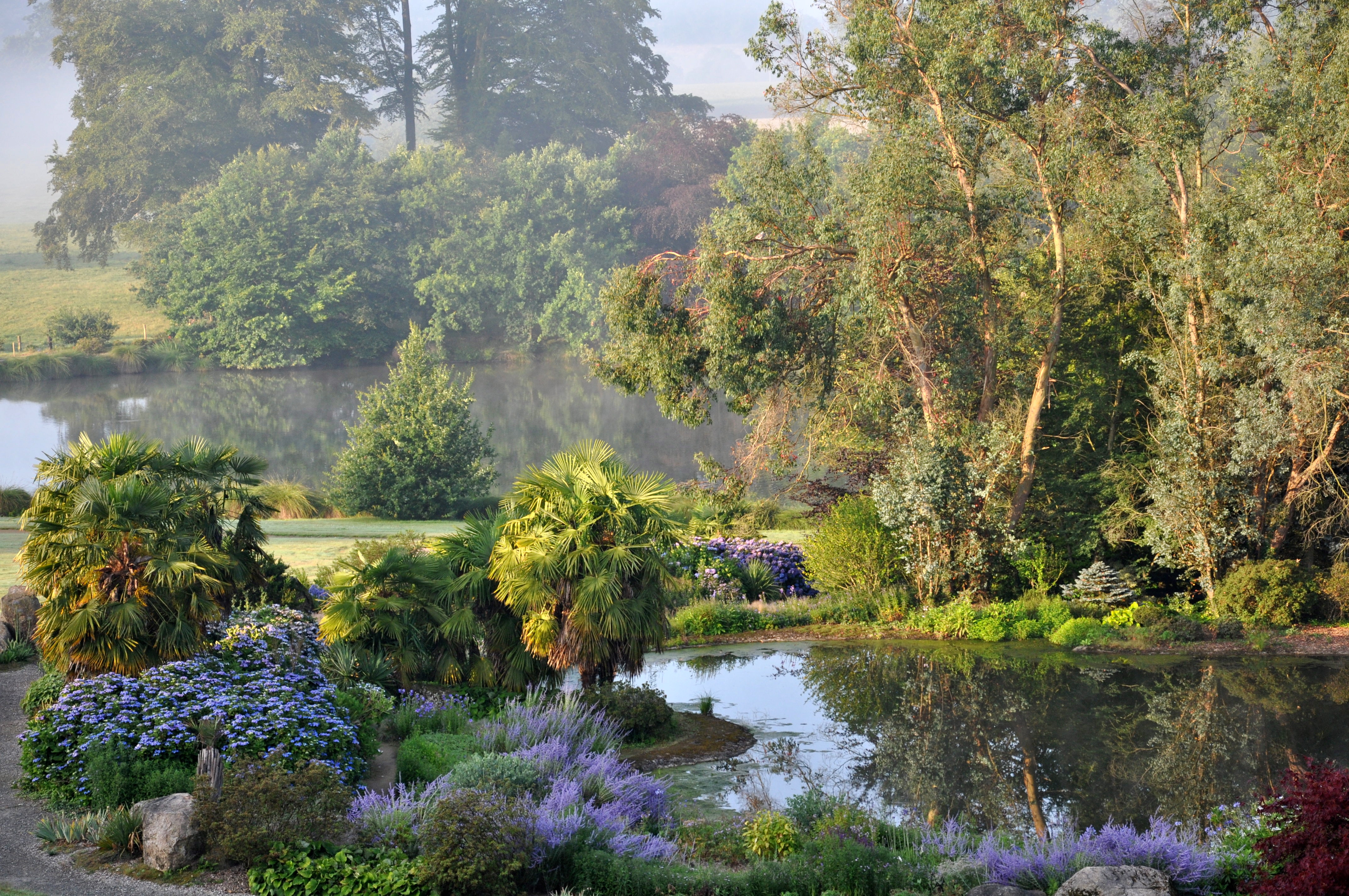
Jardín de la fuente azul ("Jardin de la source bleue").

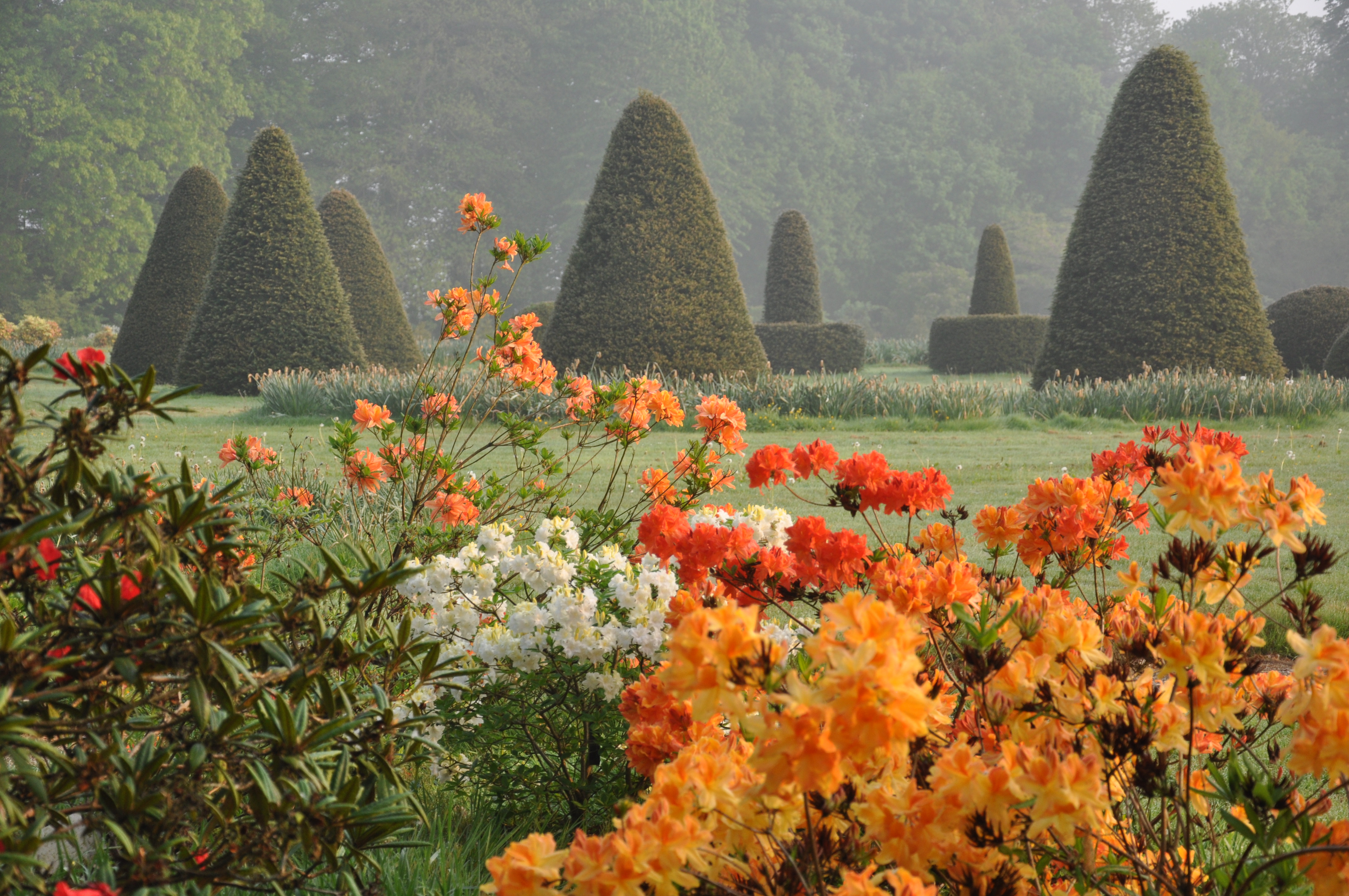
El jardín del Olimpo ("Le jardin de l'Olympe").

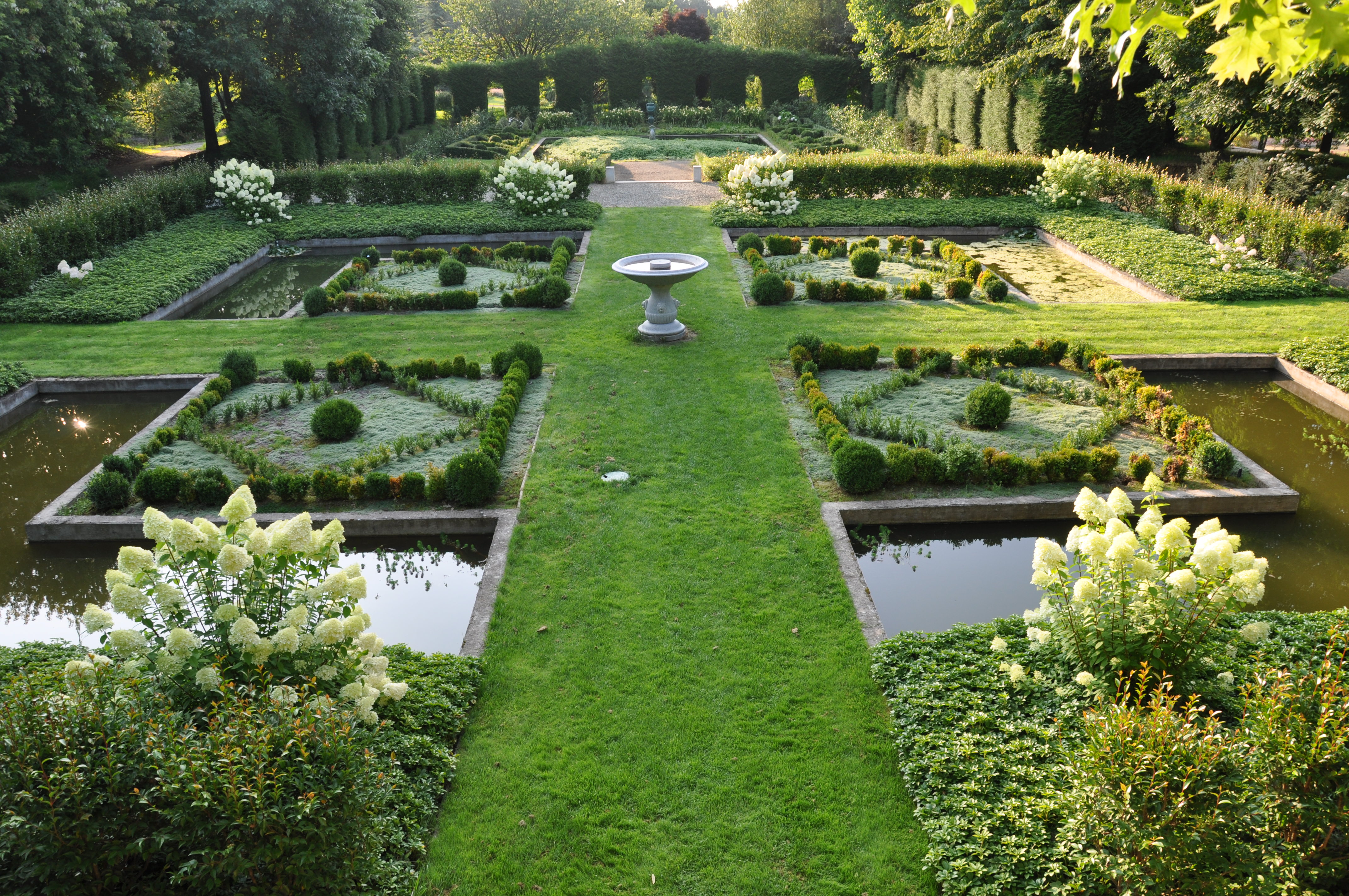
El jardín secreto

#### L’Arcadie
- L’allée des perles blanches.
- Le jardin des mille et une nuits
- La cité antique
- La cité de Knossos
- Le bosquet de Bambous
- Le jardin secret
- L’allée des roses anciennes
- Le jardin de Dionysos
- Le jardin de l’Olympe
- Le labyrinthe des Robinsons
- Le jardin prèhistorique

#### Los Jardines Románticos
- Le jardin du Soleil-Levant
- Le bois décisif
- Le jardin des parfums exotiques
- La source bleue
- L’antre des carnivores
- Le jardin des quatre saisons
- L’allée des roses modernes

#### Los Jardines del Crepúsculo
- Le reposoir de l’harmonie du soir
- Le jardin des nuits étoilées
- Le jardin des rêveries d’un soir d’été
- Le jardin de la lune rousse
- Le jardin du soleil couchant
- Le jardin du vieux chêne

### Especies vegetales
El jardín botánico de Haute-Bretagne agrupa millares de especies vegetales sobre un terreno de veinticinco hectáreas. Se contabilizan árboles frutales, plantas perennes, árboles notables, árboles de alineación. Más de 7000 taxones se han contabilizado en el parque. 
En marzo, el clima es favorable a la floración de algunas plantas como las camelias, las magnolias campbellii, las adelfillas o los narcisos. En abril, son los jacintos o las azaleas las que florecen a su vez. 
Se establece una rica colección de plantas de tierra ácida. Especialmente bien adaptada, esta colección incluye principalmente rhododendron, aceres de Japón, camelias, embothrium, magnolias, kalmias, o hydrangeas.
Se dedican algunos espacios a los niños, como el parque prehistórico, el laberinto de Robinsones o el gran puente suspendido. 
Las avenidas y paseos se elaboraron para ser accesibles a los niños, a las personas con movilidad reducida así como a los visitantes en silla de ruedas. 
El parque se acredita con la etiqueta « Tourisme et Handicap » (“Turismo y Minusvalía”) con las menciones « Moteur, Mental et Auditif » (“Motor, Mental y Auditivo”) para los visitantes solos y las menciones « Moteur et mental » (“Motor y mental”) para los grupos.

## Citas
Según la Guide Michelin, el "jardin botanique de Haute-Bretagne" es « uno de los más bellos parques paisajistas de Francia».
La guía La France des jardins evoca a « un parque de ensueño », o « la diversidad de las plantas, de las flores, de las exhibiciones, ofrece al visitante un paseo de un encanto paisajista perdurable».